# Вентуарі
Вентуа́рі (ісп. Ventuari) — річка у Венесуелі, права притока річки Ориноко. Довжина річки становить приблизно 600 км. Площа басейну становить близько 40 тис. км².
Бере початок у західній частині хребта Серра-Пакарайма. Протікає Гвіанським нагір'ям. Має численні пороги. Паводки характерні в період дощів із квітня по жовтень. Судноплавна для дрібних суден на окремих ділянках.
На річці стоїть місто Якурай.